# Pseudeustrotia divisa
Pseudeustrotia divisa är en fjärilsart som beskrevs av George Francis Hampson 1894. Pseudeustrotia divisa ingår i släktet Pseudeustrotia och familjen nattflyn. Inga underarter finns listade i Catalogue of Life.